# Mandarinkový faktor
Mandarinkový faktor je sedmnáctý a zároveň poslední díl první řady amerického televizního seriálu Teorie velkého třesku. V této epizodě hostuje James Hong. Režisérem epizody je Mark Cendrowski.

## Děj
Rozčilená Penny se rozchází se svým přítelem Mikem, který zveřejnil detaily jejich sexuálního života na blogu. Sheldon zase mezitím řeší ten problém, že čínská restaurace, kam dochází, do svého kuřete na mandarinkách používá pomeranče místo mandarinek a prosí Howarda, aby ho mandarinsky naučil. Penny nadává sama sobě, že si nedokáže vybrat pořádného partnera, čehož Leonard využívá a snaží se ji pozvat na rande. Oba mají ale strach, že by jejich vztah mohl zničit i jejich přátelství a oba se ptají Sheldona na radu. Ten jim oběma poví o experimentu zvaném Schrödingerova kočka, tedy že v danou chvíli je vztah rozhodnutím jak dobrým, tak i špatným. Aby zjistili, jestli je to rozhodnutí dobré či špatné, musí jít spolu na rande. Když poté Leonard přijde pro Penny, rozhodne se experiment vyzkoušet hned a Penny políbí. Ta usoudí, že "kočka žije" a oba jdou spolu na ono rande. Zvolí si čínskou restauraci, ale obratem ji opouštějí, když zjistí, že je tam Sheldon a špatnou mandarinštinou se snaží s obsluhou mluvit o jejich kuřeti na mandarinkách.

## Obsazení
| Johnny Galecki | Leonard Hofstadter |
| Jim Parsons    | Sheldon Cooper     |
| Kaley Cuoco    | Penny              |
| Simon Helberg  | Howard Wolowitz    |
| Kunal Nayyar   | Raj Koothrappali   |
| James Hong     | Chen               |